# アクラム
株式会社アクラムは、奈良県北葛城郡広陵町に本社を置く、昇華転写プリントを使ってスポーツウェアを製造するメーカーである。
コーポレート・ステートメントは「ユニフォームは「買う」時代から「創る」時代へ」。

## 沿革
- 1928年 勝谷好一がミシン2～3台で縫製業を創める。
- 1942年 勝谷好一が有限会社高田縫工所を設立。
- 1950年 高田縫工所を丸加産業と商号変更。
- 1951年 有限会社を株式会社へ組織変更。
- 1963年 勝谷慶治郎が社長に就任。
- 1986年 勝谷宗久が社長に就任。
- 1993年 本社を現在の北葛城郡広陵町へ移転。株式会社アクラムに商号変更。
- 2001年 昇華転写プリント技術によるスポーツユニフォーム製造を開始。
- 2006年 昇華プリント方式によるユニフォーム製法にて特許を取得
- 2011年 サッカーユニフォーム WEBシミュレーションシステムをリリース
- 2012年 バスケットボールユニフォーム WEBシミュレーションシステムをリリース
- 2012年 関西IT百選において、優秀賞受賞（関西より7社）
- 2012年 bjリーグ 2012-13シーズンの大阪エヴェッサの公式ユニフォームサプライヤー契約を締結
- 2012年 ブランドをスクアドラに統一
- 2013年 bjリーグ2013-14シーズンの大阪エヴェッサおよびバンビシャス奈良の公式ウェアサプライヤー